# Ragged Glory
Ragged Glory je devatenácté studiové album kanadského rockového hudebníka Neila Younga, vydané v září roku 1990 u vydavatelství Reprise Records. Nahráno bylo za doprovodu skupiny Crazy Horse během dubna toho roku ve studiu Plywood Digital ve Woodside v Kalifornii. Producentem alba byl spolu s Youngem David Briggs. Časopis Rolling Stone album zařadil na 77. pozici v žebříčku sta nejlepších alb devadesátých let. V žebříčku Billboard 200 se album umístilo na 31. příčce.

## Seznam skladeb
| Pořadí | Název                         | Autor                   | Délka |
| ------ | ----------------------------- | ----------------------- | ----- |
| 1.     | Country Home                  | Neil Young              | 7:05  |
| 2.     | White Line                    | Young                   | 2:57  |
| 3.     | F*!#in' Up                    | Young                   | 5:54  |
| 4.     | Over and Over                 | Young                   | 8:28  |
| 5.     | Love to Burn                  | Young                   | 10:00 |
| 6.     | Farmer John                   | Don Harris, Dewey Terry | 4:14  |
| 7.     | Mansion on the Hill           | Young                   | 4:48  |
| 8.     | Days That Used to Be          | Young                   | 3:42  |
| 9.     | Love and Only Love            | Young                   | 10:18 |
| 10.    | Mother Earth (Natural Anthem) | Young                   | 5:11  |

## Obsazení
- Neil Young – kytara, zpěv
- Frank Sampedro – kytara, zpěv
- Billy Talbot – baskytara, zpěv
- Ralph Molina – bicí, zpěv